# Loxostegopsis xanthocrypta
Loxostegopsis xanthocrypta is een vlinder uit de familie van de grasmotten (Crambidae). De wetenschappelijke naam van deze soort is voor het eerst voorgesteld als Pyrausta xanthocrypta door Harrison Gray Dyar Jr. in een publicatie 1913.
De soort komt voor in de Verenigde Staten en Mexico.